# Danagäld

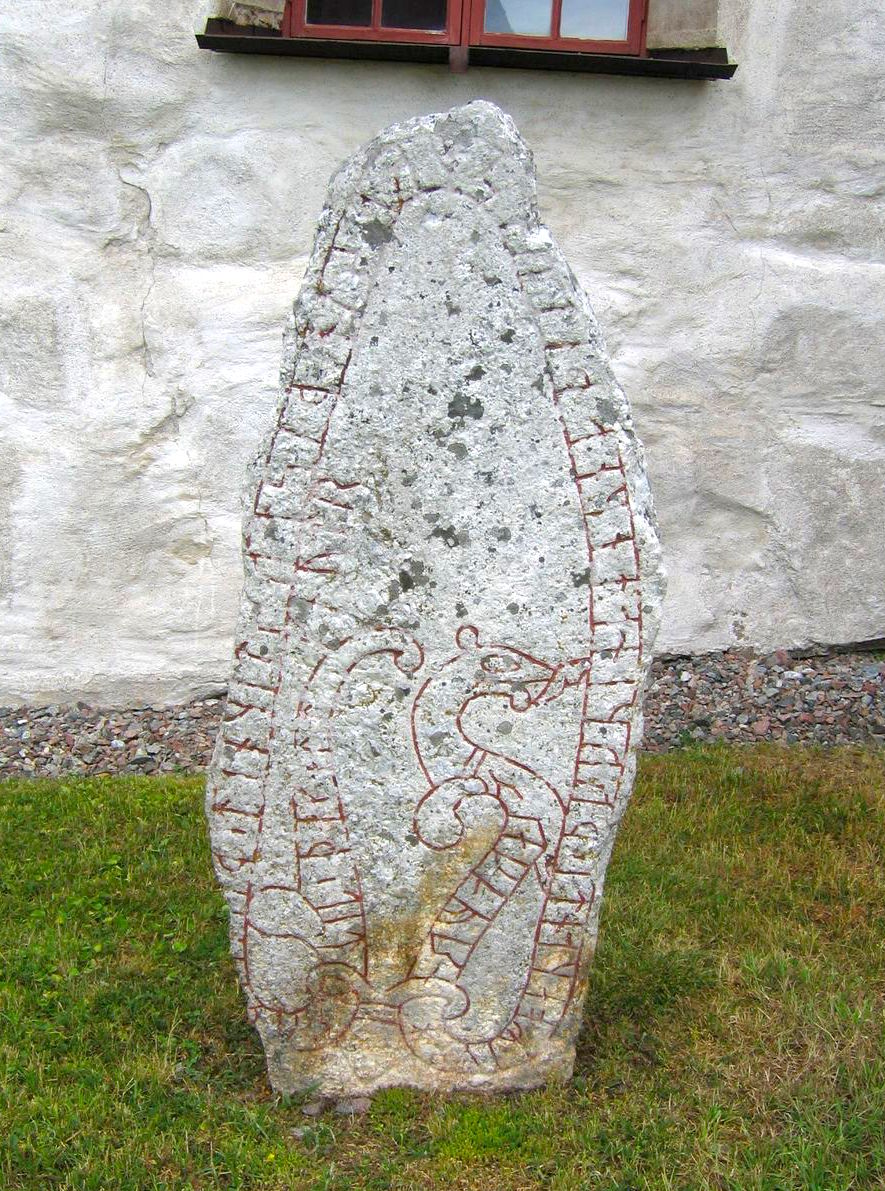
Även svenskar tog Danagäld. Texten på stenen U 344, som står i Orkesta i Uppland, tyds "Och Ulf har i England tagit tre gälder. Det var den första, som Toste gäldade. Sedan gäldade Torkel. Sedan gäldade Knut." Toste identifieras ibland med Skoglar-Toste, medan Torkel är Torkel den höge och Knut är Knut den store.

Danagäld är det nordiska begreppet för den tribut som de anglosaxiska kungarna under vikingatiden fick betala för att undvika plundring av anfallande vikingaflottor som hemsökte kusten. 

## Bakgrund
Olav Tryggvason var den vikingahövding som först fick danagäld utbetald, 10 000 pund, då han år 991 med nittiotre skepp anlände till England. År 994 utbetalades 16 000 pund, år 1002 erlades 24 000 pund, år 1007 var summan 36 000 pund och 1012 hela 48 000 pund. Från 800-talet och fram till år 926 tvingades även Frankrike att betala danagäld för att undkomma fienden.
I en anglosaxisk krönika från 991 står att: "Det året beslöts för första gången att man skulle betala gäld till danskarna på grund av deras svåra härjningar runt kusten." Engelsmännen utbetalade mellan åren 991 och 1018 en lösensumma på cirka 97 000 kg i rent silver, bara för att undslippa främst danskar, men även vikingar från andra nordiska länder.
Danagälden utbetalades sista gången 1018. Mycket troligt är att den silverskatt som hittades i Varnhem 1873 utgör en del av den sista Danagälden (Harrison) utbetalad till kung Knut. Varnhemsfyndet bestod av 473 silvermynt, varav 86 anglosaxiska med Ethelred och Knut den Store. Ethelred dödas i ett slag utanför London 1016, slagen av Knut den Store. Denne blev i sin tur ny kung av England. Enligt Harrison är det mycket troligt att en storman från Varnhem deltog i stridigheterna med Knut, varvid han erhöll andel i Danagälden som sedan återfanns 1873 i Varnhem.
En silverskatt från Gustavsvik utanför Kristinehamn kan utgöra en del av Danagälden. Den hittades 1880 och bestod av mer än 300 silvermynt samt "löst" silver. Minst 140 av mynten var från kung Ethelreds tid. Skattens sammansättning motsvarar den som hittades vid Varnhem, och var nästan lika stor (Myntkabinettet). Mycket troligt är att någon från Gustavsvik deltog i striderna i England. Inga skriftliga belägg finns, bara en kontext. Vid Gustavsvik finns lämningar från den tidsperioden, bland annat en fornborg. 
Båda silverskatterna från Varnhem och Gustavsvik verkar vara förskingrade i samband med inlösen. Båda är dock avbildade i vetenskaplig litteratur. Varnhemskatten till och med kopierad.

### Fotnoter
1. ↑  Vägvisare till forntiden, Palle Budtz, 1992, sid 255, Palle Budtz & Brombergs Bokförlag AB, ISBN 91-7608-588-0